# Hello Bédé
Hello Bédé ist ein zwischen 1989 und 1993 erschienenes belgisches Comicmagazin als Nachfolgemagazin von Tintin.

## Hintergrund
Nach der Einstellung von Tintin 1988 und dem Zwischenspiel von Yeti Presse mit Tintin Reporter, begann Le Lombard erneut mit der Herausgabe eines wöchentlichen Comicmagazins.

## Serien (Auswahl)
- Rick Master (1989–1993)
- Sylvain de Rochefort (1989–1992)
- Victor Sackville (1989–1993)
- Mandarine (1990–1992)
- Aria (1990–1992)
- Carol Détective (1990–1991)
- Thorgal (1990–1992)
- Adler (1992)